# Myrsine howittiana
Myrsine howittiana, también conocido como palo cordero cepillo (brush muttonwood) o palo cordero (muttonwood)) es un arbusto o árbol pequeño en la familia Myrsinaceae. La especie es endémica del este de Australia.
Crece entre 3 y 10 metros de altura y tiene una corteza lisa, con frecuencia blancuzca. Los brotes del nuevo crecimiento están cubiertos de vellos de color mohoso. Las hojas son de forma obovada a elíptica y miden entre 4 y 13 cm de largo y de 2 a 4 cm de ancho. Estas son brillosas con los bordes ondulados y con el envés más opaco y tienen peciolos que miden de 7 a 14 mm de largo. Flores blancas-verdosas a cremosas se producen en la primavera y el verano. Estas son seguidas por frutos azules o guindas que miden de 5 a 7 mm de diámtero y maduran entre diciembre y junio.
La especie crece en el sur de Victoria (37° S), hacia el norte pasando por Nueva Gales del Sur hasta la Isla Fraser (25° S) en Queensland con frecuencia en áreas donde el bosque lluvioso se interseca con áreas forestales abiertas húmedas.